# Planification des ressources de distribution
Pour les articles homonymes, voir DRP.
DRP est un sigle signifiant Distribution Resource Planning. L'Office québécois de la langue française (OQLF) propose comme traduction planification des ressources de distribution. La DRP est une méthode, mise au point dans les années 80, qui permet de définir pour un réseau de distribution et pour une période donnée, les besoins en approvisionnement le long de la chaîne logistique le but étant d'optimiser les ressources logistiques et financières. Les calculs de besoins se font essentiellement sur les prévisions de ventes.

## Origine
Le concept de DRP vient des travaux du consultant canadien André J. Martin, qui développa ce système pour l’entreprise dans laquelle il travaillait en 1975. Il s’inspire alors du célèbre MRP (Material Requirement Planning), un des outils incontournables de la gestion de production qui calcule les besoins en composants pour la production à partir des prévisions de production et de l’analyse des nomenclatures des produits manufacturés.

## Méthodologie
Le DRP est la méthodologie de réapprovisionnement du système de distribution d'un distributeur. Cette méthodologie est principalement utilisée par les centres de distribution pour des produits finis. Elle consiste à avoir en stock la juste quantité au bon moment pour satisfaire la demande.

### Données nécessaires pour l’étude
La méthodologie consiste à :
Déterminer les besoins des entrepôts locaux
- à court terme : commandes à livrer.
- à moyen terme (quelques jours à quelques semaines) : prévisions.

Déterminer les ressources des entrepôts locaux
Il faut prendre en compte l'ensemble des ressources, des stocks aux commandes en cours en passant par les produits en attente de réception tout en n'oubliant pas les contraintes de l'ensemble de la chaîne logistique (délais, manutention…).

### Résultats
Par consolidation des calculs précédents on obtient un plan d’approvisionnement et on peut alors calculer ou simuler les besoins des entrepôts, du transport et les coûts financiers du stock, en fonction de la demande.
Le DRP est souvent utilisé comme un outil d’aide à la décision pour évaluer l’impact d’une modifications des flux (nouveaux produits, augmentation des flux, changement d’entrepôt, …).